# ادموند بالدوین
ادموند بالدوین (انگلیسی: Edmund Baldwin؛ 1902 – 12 december ۱۹۶۸ (۶۵−۶۶ سال)) بازیکن فوتبال اهل بریتانیا بود.
از باشگاه‌هایی که در آن بازی کرده‌است می‌توان به باشگاه فوتبال ترانمره راورز اشاره کرد.